# Hỏa hoàng hoa vàng
Hỏa hoàng hoa vàng hay nang thần nhỏ (danh pháp hai phần: Ascocentrum miniatum) là một loài thực vật thuộc họ Lan. Đây là loài đặc trưng của chi Hỏa hoàng (Ascocentrum).

## Hình ảnh

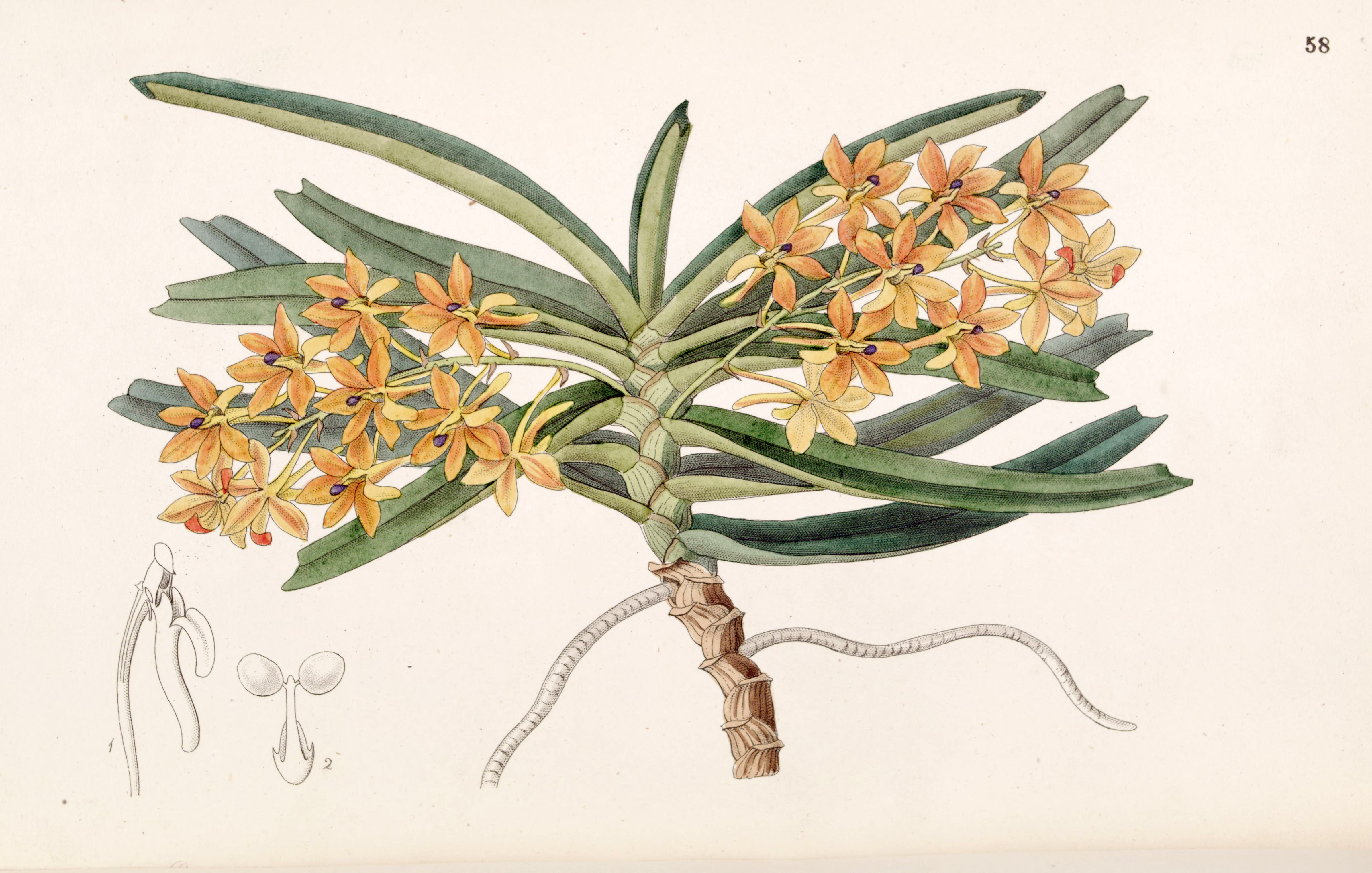